# 海上领事馆 (马略卡)

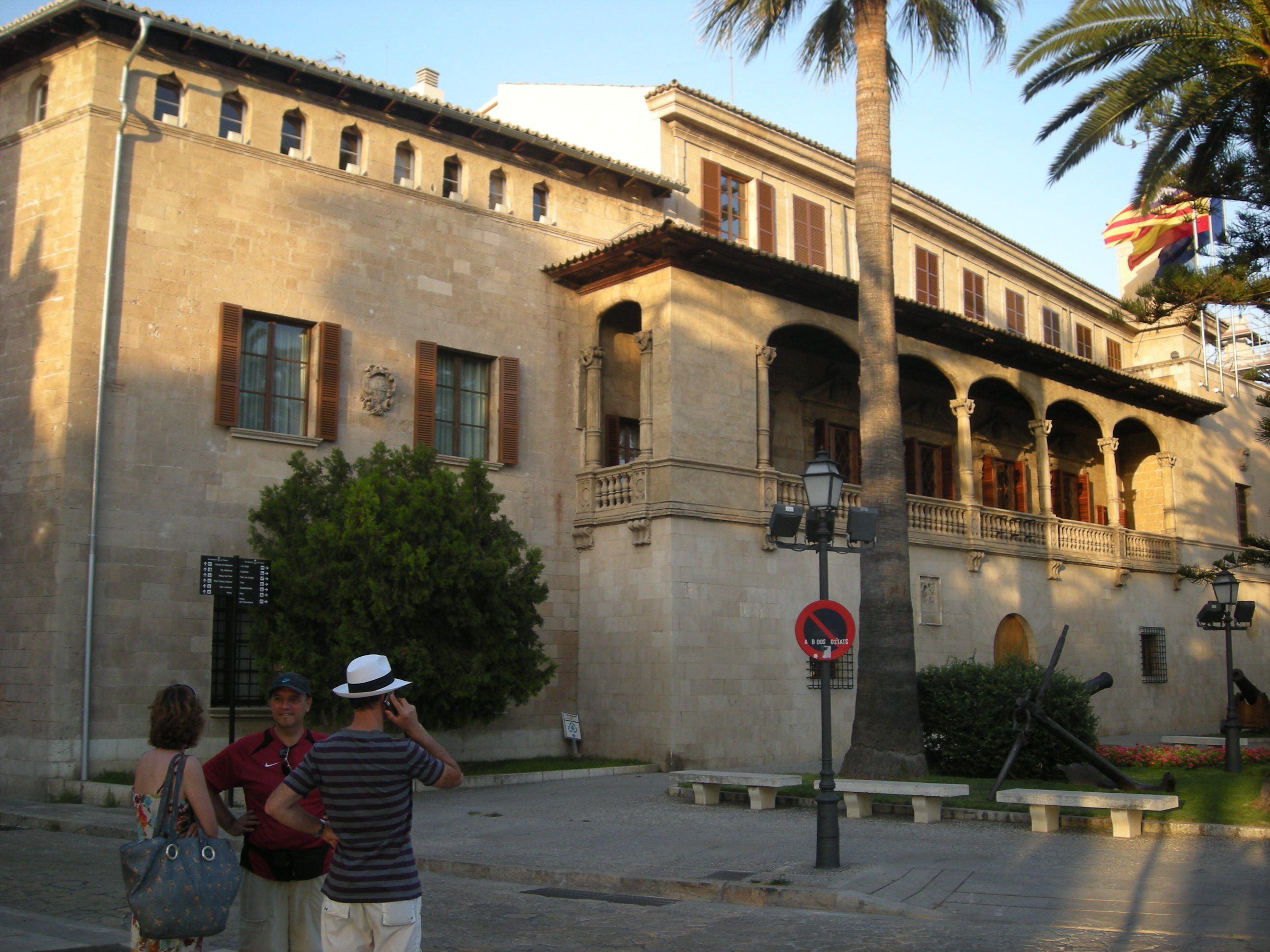

馬約卡海上领事馆（加泰罗尼亚语：Consolat de Mar；西班牙语：Consulado del Mar）是位于西班牙马略卡的帕尔马的一座海上领事馆，曾是中世纪阿拉贡王国的准司法机构，管理海事法和商法。在巴伦西亚和巴塞罗那，海上领事馆设于鱼市场附属的建筑物中；而在马略卡的帕尔马，则设于附近的一栋建筑物中。
1326年，在海梅三世统治下，任命了两名“海上领事”，来解决商人、赞助人和水手之间的冲突。目前的建筑是多次改建的产物，建于16世纪。主立面的凉廊，带有栏杆，是五道拱的大拱廊。还有一个附属的哥特式小堂，在17世纪进行了改建，带有文艺复兴风格的玫瑰窗。1800年，“皇家海上领事馆”成立，建造了椭圆形楼梯和势銀匠式風格的会议室。“码头门”（Puerta del Muelle）建在帕尔马隆哈交易厅（Lonja de Palma de Mallorca）和领事馆之间的花园中，墙壁在1873年被拆除。
1964年4月23日，该建筑公布为西班牙文化遗产。
自1983年以来，这里一直是巴利阿里群岛自治区首长的驻地。